# Jacob Cornelius
Jacob Cornelius (ur. 2 października 1984 r.) – amerykański wioślarz.

## Osiągnięcia
- Mistrzostwa Świata U-23 – Hazewinkel 2006 – ósemka – 5. miejsce[1].
- Mistrzostwa Świata – Poznań 2009 – ósemka – 9. miejsce[1].